# Миф (фильм, 2005)
«Миф» (кит. трад. 神話, кант. ютпхин San4-waa2) — приключенческий фэнтези фильм режиссёра Стэнли Тонга.

## Сюжет
Во время Династии Цинь Генералу Мэн И было поручено сопровождать корейскую принцессу Ок-Су в Китай, где та должна выйти замуж за Императора Цинь. На пути корейская армия, во главе с генералом Чхве, пытается отбить принцессу обратно, но Мэн И спасает её. Получив тяжелую рану, Мэн И находится на пороге смерти, но корейская принцесса выхаживает его. Oк-Су влюбляется в генерала, который отвечает ей взаимностью, но Мэн И держит себя в руках, до конца стараясь быть верным императору. Пройдя долгий путь, они доходят до столицы Цинь. Мэн И тщетно просит императора отдать ему Ок-Су: император, считающий генерала своим другом, готов сделать для него многое, но не это. Ок-Су ─ политически значимая фигура, и в случае её брака с генералом может начаться война. Через некоторое время Император Цинь смертельно заболевает и посылает Мэн И найти эликсир бессмертия ─ единственное, что может спасти его жизнь. Охранники, сопровождавшие эликсир, попадают в засаду повстанцев, организованную по приказу коварного принца и сановника. Мэн И передает эликсир своему заместителю Нангон Яну, а сам остается, чтобы задержать войска повстанцев. Сражаясь несколько часов подряд и убив множество солдат, генерал погибает от руки главы повстанцев, который, не желая отдавать достойного противника на пытки и казнь, отрубает ему голову. Нангон Ян доставляет эликсир императору. Принц и сановник обвиняют его и Ок-Су в измене и отравительстве, заставляют их выпить эликсир и осуждают на лишение свободы в мавзолее императора Цинь на веки вечные. Император умирает, не получив лекарства.
Наше время. Джек ─ археолог, реинкарнация Мэн И. Он часто видит во снах свою прошлую жизнь. Однажды его старый друг Уильям приглашает его на поиски редкого материала, который может создать поле нулевой гравитации. Они едут к летающей гробнице царя Дасара в Индии, в которой Джек обнаруживает портрет принцессы из своих снов. Уильям в это время вытаскивает странный чёрный камень из статуи льва, чем разрушает гравитационное поле ─ гроб царя Дасара, до этого парящий в воздухе, падает на землю. Местные жители пришли в ярость и бросились в погоню за осквернителями святыни. Уильяму удается сбежать на вертолёте, а Джек прыгает со скалы в реку и теряет сознание. Его прибивает к берегу, и Джека спасает индийская девушка по имени Саманта. Вернувшись в Китай, он отдает меч и другие артефакты, найденные в Дасаре, Национальному музею Китая. Его поступок рассердил лидера тайной организации, которая финансировала Уильяма.
После обширных исследований Джек и Уильям приходят к выводу, что чёрный камень из статуи является на самом деле осколком метеорита, который упал на Землю во времена Династии Цинь. Они находят мавзолей императора Цинь, скрытый за водопадом. Гробница содержит крупный фрагмент метеорита, настолько мощный, что огромный дворец с гробом императора парит в воздухе. Джек проникает внутрь мавзолея и встречает там бессмертных Oк-Су и Нангон Яна, которые принимают его за генерала Мэн И. Одновременно группа злоумышленников из тайной организации, сопровождаемых Уильямом, и их лидер входят в гробницу, после чего пытаются захватить эликсир бессмертия. Выясняется, что лидер организации знает правду об эликсире, и всю свою жизнь мечтает стать бессмертным. Лидер, являясь величайшим мастером боевого искусства, побеждает в поединках Нангон Яна и Джека. Теперь ему открыт путь к гробнице императора, где хранится эликсир. Однако он тоже терпит поражение: избитый и искалеченный Нангон Ян в последний момент хватает бандита за ногу и сбрасывает в бездну. Тем временем Уильям случайно нарушает баланс поля антигравитации и умирает в реке ртути. Джек изо всех сил пытается его спасти, но это ему не удается. Умирая, Уильям говорит, что никогда не был преступником, но всегда был только ученым, и умоляет Джека завершить его научную работу. Джек клянется ему в этом. Потом Джек просит Oк-Су уйти с ним, но та отказывается, осознав, что Джек не Мэн И, и говорит, что будет ждать возвращения «настоящего» Мэн И. Джек спасается из разрушающейся гробницы с помощью кусков метеорита.
Спустя полгода Джек завершает научную работу Уильяма, а также пишет книгу «Миф» о своих приключениях, посвящая её погибшему другу. Дальнейшая судьба Ок-Су в фильме не раскрывается (реинкарнация персонажа появилась в конце фильма "Легенда" 2024 года).

## В ролях
- Джеки Чан — Генерал Мэн И / Джек
- Ким Хисон — Принцесса Ок-Су
- Тони Люн Ка Фай — Уильям
- Чхве Мин-су — корейский генерал Чхве
- Малика Шерават — Саманта
- Патрик Тхам — генерал Сюй Гуй
- Шао Бин — Наньгун Ян
- Кен Ло — Дракон
- Юй Жунгуан — генерал повстанцев Чжао Куан
- Кен Вонг — генерал повстанцев Менг Цзе
- Мэгги Лау — Мэгги
- Сунь Чжоу — профессор Ку
- Леон Хэд — доктор Смит
- Лиан Шулян — евнух Чжао Гао
- Чжан Икун — принц Эрши Хуан
- Чэнь Вэйгуо — советник Ли Сы
- Суданшу Пандей — командующий гвардией храма Дасар
- Рам Гопал Баджадж — гуру в Дасаре